# Jargalant (Bayanhongor)
Le sum de Jargalant (mongol : ᠵᠢᠷᠭᠠᠯᠠᠩᠲᠣ
ᠰᠤᠮᠤ, cyrillique : Жаргалант сум, MNS : Jargalant sum) est situé dans l'aimag (ligue) de Bayankhongor, en Mongolie.